# (16407) Ойунский
(16407) Ойунский (лат. Oiunskij) — типичный астероид главного пояса, открыт 19 сентября 1985 года советскими астрономами Николаем и Людмилой Черных в Крымской астрофизической обсерватории и 10 сентября 2003 года назван в честь учёного, писателя и общественного деятеля Платона Ойунского.

## Обнаружение и именование
(16407) Ойунский
Открыт 19 сентября 1985 года в Крымской астрофизической обсерватории Н. С. Черных и Л. И. Черных.
Платон Алексеевич Слепцов-Ойунский (1893—1939) был выдающимся якутским писателем, философом, учёным и общественным деятелем, оказавшим влияние на развитие национальной идентичности, науки, языка, литературы и духовной культуры в Якутии.
Оригинальный текст (англ.)16407 Oiunskij
Discovered 1985 Sept. 19 by N. S. Chernykh and L. I. Chernykh at the Crimean Astrophysical Observatory.
Platon Alekseevich Sleptsov-Oiunskij (1893—1939) was a prominent Yakut writer, philosopher, scientist and public figure who had an influence on developing the national identity, science, language, literature and spiritual culture in Yakutia.
Источники: 20030910/MPCPages.arc; M.P.C. 49675.

## Орбита

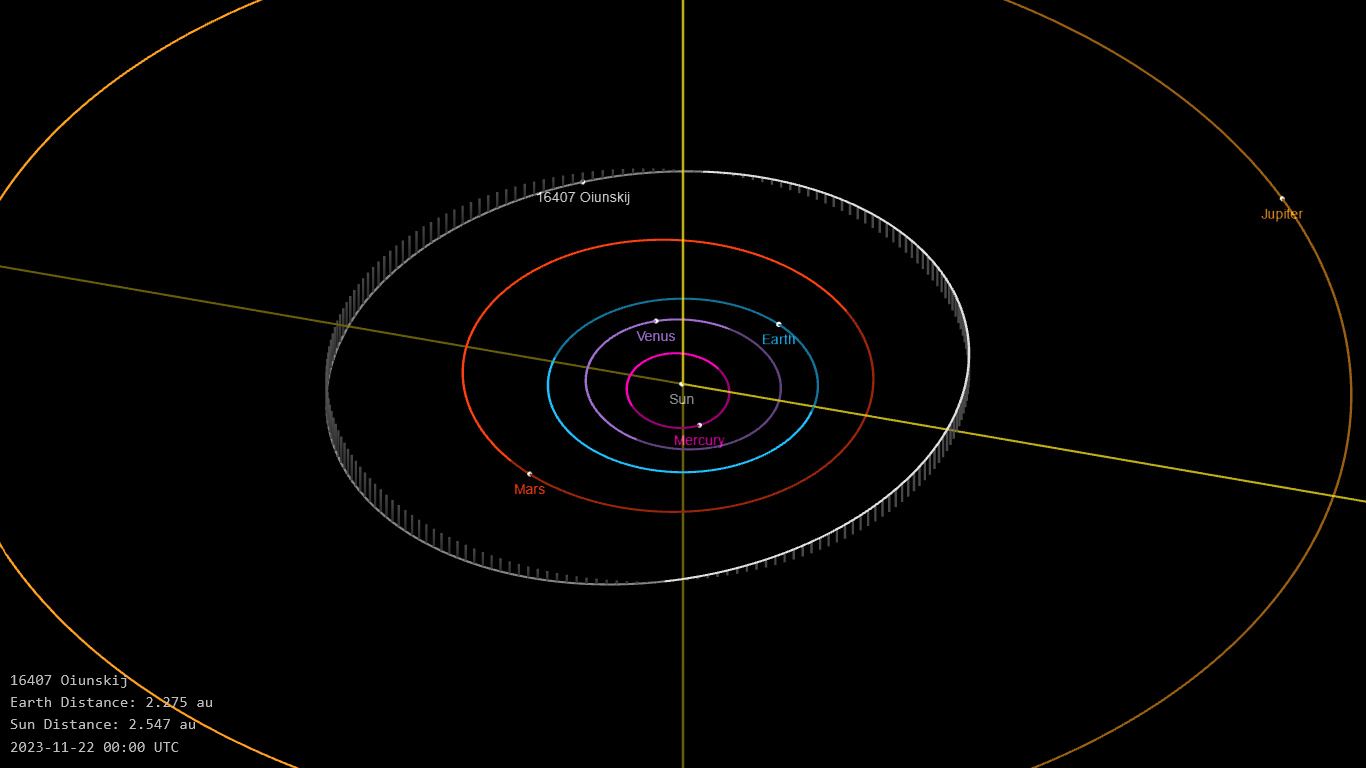
Орбита астероида Ойунский и его положение в Солнечной системе

## Физические характеристики
Астероид относится к таксономическому классу S.
По результатам наблюдений в видимом и ближнем инфракрасном диапазоне космического телескопа NEOWISE диаметр астероида сначала оценивался равным 3,867±0,162 км, позже — 3,681±0,227 км. Согласно тем же источникам альбедо оценивается как 0,2966±0,0519 и 0,327±0,062.